# All Boys Aren't Blue
All Boys Aren't Blue és un " memòria -manifest" de no ficció juvenil del periodista i activista George M. (Matthew) Johnson, publicat el 28 d'abril de 2020, per Farrar, Straus i Giroux.
El llibre consta d'una sèrie d'assajos que segueixen la vida de Johnson creixent com un home negre queer a Plainfield, Nova Jersey,  i a Virgínia. A més de descriure la pròpia experiència, Johnson s'adreça directament als nois queer negres que potser no tenen cap referent a la seva vida que hagin viscut experiències similars.

## Trama
El llibre segueix el periodista i activista LGBTQ+ George M. Johnson mentre exploren la seva infància, adolescència i anys universitaris, creixent sota la dualitat de ser negre i queer. Les històries que narra lluiten amb el triomf i la tragèdia i cobreixen temes com la identitat de gènere, la masculinitat tòxica, la germanor, la família, la desigualtat i el consentiment.
L'autor defineix el seu libre com " una eina perquè infàncies i adolescències negres, queer i LGBTQ puguin veure's a si mateixes, llegir sobre si mateixes i aprendre sobre si mateixes."

## Antecedents
Johnson va ser motivat a escriure All Boys Aren't Blue per Toni Morrison, el qual diu que "Si hi ha un llibre que vols llegir, però encara no s'ha escrit, llavors has d'escriure'l", frase que Johnson té tatuada a la seva braç dret.
El "blau" del títol té diversos significats, sent el color del masclisme i el color dels agents de policia, que han realitzat de manera desproporcionada la violència contra les persones negres i queer.  El títol també ret homenatge al personatge Blue de Queen Sugar, així com l'aparició de la pell negra a Moonlight i l'obra en què es basa, In Moonlight Black Boys Look Blue .

## Recepció

### Recepció crítica
All Boys Aren't Blue va rebre una crítica destacada de Kirkus, així com crítiques positives de School Library Journal,  Booklist,  i Publishers Weekly .
Kirkus va anomenar el llibre "[un] mirall crític, captivador i compassiu per créixer negre i queer avui".
Publishers Weekly va assenyalar: " Tot i que a primera vista el llibre no té la crida a l'acció sintetitzadora que implicaria el "manifest", el seu missatge "ser tu mateix" segueix sent una posició radical per a les persones doblement marginades". Va continuar dient: "En un paisatge editorial que necessita veus negres i queer, els lectors que estan averiguant conceptes similars estaran agraïts d'unir-se a l'autor en el viatge", i ho van anomenar "un bàlsam i un testimoni per als lectors joves aliats en la lluita per la igualtat”.
El New York Times la va anomenar "[una] memòria exuberant i sense complexes impregnada d'un amor profund però clar pels seus temes".
HuffPost va escriure que era "un testimoni indestructible que esculpeix l'espai perquè els nens queer negres siguin percebuts".
Bitch Magazine va dir que "All Boys Aren't Blue és un canvi de joc".
Kirkus va nomenar All Boys Aren't Blue com una de les millors biografies/memòries per a joves adults del 2020. La Biblioteca Pública de Nova York  i la Biblioteca Pública de Chicago també la van incloure a la seva llista dels deu millors llibres del 2020 per a joves adults.

### Premis i honors
| Curs | Premi                                                                 | Resultat |
| ---- | --------------------------------------------------------------------- | -------- |
| 2021 | ALA's Rainbow List                                                    | Top 10   |
| 2021 | YALSA's Amazing Audiobooks for Young Adults                           | Selecció |
| 2021 | YALSA's Teens' Top 10                                                 | Selecció |
| 2020 | Goodreads Choice Award for Memoir & Autobiography                     | Nominat  |
| 2019 | Outstanding Books for the College Bound: Literature and Language Arts | Selecció |

## Censura
All Boys Aren't Blue s'ha censurat amb freqüència perquè inclou contingut LGBTQIA+ i blasfèmies, també es "considera que és sexualment explícit". El 2021, l'Oficina de Llibertat Intel·lectual de l'Associació Americana de Biblioteques el va nomenar el tercer llibre més prohibit i desafiador als Estats Units,  i va ser el segon llibre més desafiador de la llista del 2022. Els consells escolars d'almenys deu estats han retirat el llibre de les seves biblioteques.
A l'any 2021, Jill Woolbright, membre del Flagler County School Board i professora jubilada, va presentar una querella penal contra el director per portar el llibre, oposant-se a les mencions de masturbació i sexe oral.The Flagler County Sheriff's Office va trobar que el contingut del llibre no era una violació de la llei i no justificava una investigació addicional. La retirada del llibre va provocar protestes estudiantils.
A l'any 2021, el Wentzville School Board de Missouri va prohibir All Boys Aren't Blue, juntament amb tres llibres més, de les biblioteques de secundària del districte. Els altres llibres inclosos a la prohibició van ser The Blueest Eye de Toni Morrison, Heavy: An American Memoir de Kiese Laymon i Fun Home d'Alison Bechdel.
A l'any 2022, All Boys Aren't Blue es va incloure entre els 52 llibres prohibits pel Alpine School District després de la implementació de la llei HB 374 d'Utah, "Materials sensibles a les escoles",  el 42% dels quals "inclouen personatges i/o temes LBGTQ+"  Molts dels llibres es van eliminar perquè es considerava que contenien material pornogràfic d'acord amb la nova llei, que defineix la pornografia utilitzant els criteris següents:
- "La persona mitjana" trobaria que el material, en general, "apel·la a un interès lascivant pel sexe"[17]
- El material "és evidentment ofensiu en la descripció o representació de la nuesa, la conducta sexual, l'excitació sexual, l'abús sadomasoquista o l'excreció"[17]
- El material, en conjunt, "no té un valor literari, artístic, polític o científic seriós".[17]

## Adaptació
All Boys Aren't Blue es va adaptar a un curtmetratge el 2021. La pel·lícula va ser dirigida per Nathan Hale Williams i protagonitzada per Bernard David Jones, Dyllon Burnside i Thomas Hobson. Juntament amb Jenifer Lewis, donen vida a les paraules de Johnson on cadascun dels personatges representa a l'autor en diferents etapes de la seva vida.
All Boys Aren't Blue va optar per ser desenvolupada com a sèrie de televisió per l'actriu Gabrielle Union.